# Top Gear (datorspel)
Top Gear (Top Racer i Japan), är ett racingspel till SNES, utgivet av Kemco och utvecklat av Gremlin Graphics 1992. Spelaren har fyra olika bilar att välja mellan. Spelet använder sig av Mode 7-tekniken.